# Embaixada do Senegal em Brasília
A Embaixada da Senegal em Brasília é a principal representação diplomática senegalesa no Brasil. A embaixadora no país é Fatoumata Binetou Rassoul Correa, tendo também jurisdição sobre o Paraguai e a Venezuela.
Está localizada no Lote 18 do Setor de Embaixadas Norte, na Asa Norte.

## História
O Brasil possui um escritório em solo senegalês desde o século XIX. Após a independência do Senegal em 1960, o Brasil instalou a primeira embaixada na África Subsaariana em Dakar, e a embaixada senegalesa se instalou no Rio de Janeiro em 1963, mesmo com a construção de Brasília na mesma época. Os senegaleses só transferiram a embaixada para Brasília em 1970, construindo entre 1974 e 1977 sua sede definitiva no Setor de Embaixadas Norte.
O projeto da embaixada foi do arquiteto brasileiro Wilson Reis Netto, com elementos pré-fabricados. O arquiteto se inspirou na arquitetura tradicional africana, com elementos que remetem a fortificações da região do Mali. Kalaós, esculturas colossais de madeira em forma de pássaros, decoram a embaixada, e foram escolhidos na coleção do Museu Dinâmico de Dakar por Wilson.
A embaixada foi fechada em 1995 e reaberta em 2001.

## Serviços
A embaixada realiza os serviços protocolares das representações estrangeiras, como o auxílio aos senegalesas que moram no Brasil e aos visitantes vindos do Senegal e também para os brasileiros que desejam visitar ou se mudar para o país africano. Há cerca de trezentos brasileiros no país, principalmente em missões evangélicas. A embaixada de Brasília é a única opção consular do Senegal para brasileiros, paraguaios e venezuelanos, contando apenas com alguns consulados honorários em São Paulo, Rio de Janeiro, Goiânia, Curitiba, Porto Alegre, Recife e Uberaba.
Outras ações que passam pela embaixada são as relações diplomáticas com o governo brasileiro nas áreas política, econômica, cultural e científica. Os países tem feito cooperações técnicas e parcerias em projetos de biocombustíveis, agricultura e pecuária.